# Proatheris superciliaris
Proatheris superciliaris — вид змій родини Гадюкові (Viperidae). Інші назви: гадюка мозамбіцька, гадюка ньяська.

## Поширення
Вид поширений у Східній Африці. У південній частині ареал починається поблизу міста Бейра в центральній частині Мозамбіку, простягається на північ через Малаві і до Південної Танзанії в північній частині озера Ньяса.